# Chloeres rubripunctata
Chloeres rubripunctata là một loài bướm đêm trong họ Geometridae.